# Manubriul sternal
Manubriul sternal sau manubriul sternului (Manubrium sterni) numit și mânerul sternal sau presternul (Presternum) este segmentul cranial (superior) al sternului, care se articulează cu cele 2 clavicule și cu prima pereche de coaste. Este plat, turtit antero-posterior și triunghiular, se prezintă mai lat sus și se îngustează spre unirea lui cu corpul sternului. Are 2 fețe: fața anterioară și fața posterioară, 4 margini: două margini laterale, marginea superioară (baza sternului) și marginea inferioară.